# Plakophiline 2
La plakophiline 2 est une protéine constitutive du desmosome. Son gène est le PKL2. La mutation de ce dernier peut entraîner une dysplasie ventriculaire droite arythmogène.

## Rôles
Elle régule la concentration cellulaire en connexine 43, une protéine de jonction communicante en se liant à cette dernière. Elle interagit également avec l'ankyrine G ainsi qu'avec des canaux sodiques.

## En médecine
La mutation de PKL2 est présente dans plus de la moitié des dysplasies ventriculaires droites arythmogènes familiales mais est absente dans les formes sporadiques. Elle pourrait également avoir une responsabilité dans le syndrome de Brugada.